# しばたはつみ
しばた はつみ（しばた はつみ、1952年〈昭和27年〉4月11日 - 2010年〈平成22年〉3月27日）は、日本の歌手。旧芸名ははつみかんな、麻まにか。父はジャズピアニストの柴田泰。身長157cm。

## 経歴
東京都新宿区出身。一人っ子。父はピアニスト、母はヴォーカリストという音楽的に恵まれた環境に育った。松本伊代とは再従姉妹（はとこ）同士である。9歳のころから米軍キャンプの将校クラブで歌い始め「スマイリー小原とスカイライナーズ」の専属歌手になった。67年、15歳のときにはファッション・メーカーのCMソングを歌う。また、丸善石油(現・コスモ石油)のCM『OH! モーレツ』（出演は小川ローザ）のCMソングも彼女が歌っている。1968年に「はつみかんな」として「乙女の季節/B面：恋と海と太陽と」でビクターからデビュー。
数曲リリースの後はヒットに恵まれなかったが、立正学園高等部卒業後、両親の許可がようやく下りた20歳から2年間アメリカで暮らす。
帰国後、1974年に日本コロムビアから「しばたはつみ」としてシングル「合鍵」で再デビュー。その後、ジャズ、ソウル/R&B、ロック、ポップとあらゆるジャンルの歌を歌いこなすようになる。
70年代にはジャズピアニストの世良譲に師事。アルバム「ブルースを唄う女」(1975)も好評を博した。洗練された歌番組『サウンド・イン"S"』（TBS）にはサブ司会としてレギュラー出演。同番組の司会を務めた伊東ゆかりも小学生のころから歌手として歌っており、しばたはつみと境遇が似ていた。1977年、「マイ・ラグジュアリー・ナイト」がオリコンチャート17位のヒットとなり注目される。同年、第28回NHK紅白歌合戦に初出場。
以後、テレビ出演のほか、ジャズヴォーカリストとしてライブ・コンサートを中心に活動する。日本だけでなく、アメリカほかの国々も含め、年間100ステージもこなす活発な歌手活動を展開した。
2010年3月27日、急性心筋梗塞で死去。57歳没。

## 賞歴
- 1968年 - 第1回新宿音楽祭 金賞（はつみかんな）
- 1975年 - 第1回スペイン・マジョルカ音楽祭 準優勝・シンパティコ賞
- 1975年 - 第4回中野サンプラザ音楽祭 審査員奨励賞
- 1975年 - 第4回東京音楽祭国内大会 ゴールデンカナリー賞
- 1975年 - 第4回東京音楽祭世界大会 銅賞・外国人審査員団賞
- 1977年 - 第9回テレビ大賞 特別賞『サウンド・イン"S"』
- 1981年 - 第10回東京音楽祭世界大会 最優秀歌唱賞
- 1996年 - 第12回日本ジャズヴォーカル賞 大賞

など多数

## ディスコグラフィ

### シングル
※すべて7インチレコードにて発売。
※しばたはつみ名義のシングルは、MEG-CD でも発売されている。
| #                    | 発売日            | A/B面             | タイトル                     | 作詞              | 作曲                 | 編曲              | 規格品番          |
| はつみかんな 名義    | はつみかんな 名義 | はつみかんな 名義 | はつみかんな 名義            | はつみかんな 名義 | はつみかんな 名義    | はつみかんな 名義 | はつみかんな 名義 |
| ビクターレコード     | ビクターレコード  | ビクターレコード  | ビクターレコード             | ビクターレコード  | ビクターレコード     | ビクターレコード  | ビクターレコード  |
| -------------------- | ----------------- | ----------------- | ---------------------------- | ----------------- | -------------------- | ----------------- | ----------------- |
| 1                    | 1968年 6月        | A面               | 乙女の季節                   | なかにし礼        | すぎやまこういち     | すぎやまこういち  | SV-1022           |
| 1                    | 1968年 6月        | B面               | 恋と海と太陽と               | なかにし礼        | すぎやまこういち     | すぎやまこういち  | SV-1022           |
| RCA                  |                   |                   |                              |                   |                      |                   |                   |
| 2                    | 1969年 2月        | A面               | 恋のタッチ・アンド・ゴー     | 橋本淳            | 筒美京平             | 筒美京平          | JRT-1012          |
| 2                    | 1969年 2月        | B面               | ふたりぽっちの風             | 橋本淳            | 筒美京平             | 筒美京平          | JRT-1012          |
| 3                    | 1969年 7月        | A面               | 恋のブン・バガ・バン         | 相田裕美          | P.Warne A.Moorhouse  | 川口真            | JRT-1026          |
| 3                    | 1969年 7月        | B面               | この胸のときめきを           | 岩谷時子          | P.Donaggio M.Jourdan | 川口真            | JRT-1026          |
| 麻まにか 名義        |                   |                   |                              |                   |                      |                   |                   |
| ポリドール・レコード |                   |                   |                              |                   |                      |                   |                   |
| 1                    | 1971年 6月        | A面               | 紙の舟                       | 岩谷時子          | いずみたく           | 青木望            | DR-1606           |
| 1                    | 1971年 6月        | B面               | もう少しいるわ               | ヒロコ・ムトー    | 大柿隆               | 小谷充            | DR-1606           |
| 2                    | 1972年 3月        | A面               | 雨が降る                     | 阿久悠            | 川口真               | 川口真            | DR-1663           |
| 2                    | 1972年 3月        | B面               | 悲しみに名前はない           | なかにし礼        | 川口真               | 川口真            | DR-1663           |
| しばたはつみ 名義    |                   |                   |                              |                   |                      |                   |                   |
| 日本コロムビア       |                   |                   |                              |                   |                      |                   |                   |
| 1                    | 1974年 9月1日     | A面               | 合鍵                         | 岡田冨美子        | 鈴木邦彦             | 矢野誠            | P-370             |
| 1                    | 1974年 9月1日     | B面               | 人形の涙                     | 岡田冨美子        | 加瀬邦彦             | ボブ佐久間        | P-370             |
| 2                    | 1975年 5月25日    | A面               | 濡れた情熱                   | 橋本淳            | 三木たかし           | ボブ佐久間        | P-411             |
| 2                    | 1975年 5月25日    | B面               | 私の彼                       | なかにし礼        | M.Fugain             | 前田憲男          | P-411             |
| 3                    | 1975年 11月1日    | A面               | 帰らざる日々                 | 橋本淳            | 宮本光雄             | 大野雄二          | P-437             |
| 3                    | 1975年 11月1日    | B面               | シンガー・レディ             | 武田全弘          | 大野雄二             | 大野雄二          | P-437             |
| 4                    | 1976年 6月1日     | A面               | ひとめ惚れ                   | 山口洋子          | 村井邦彦             | 村井邦彦          | PK-3              |
| 4                    | 1976年 6月1日     | B面               | アンヌの物語                 | 大橋一枝          | 村井邦彦             | 村井邦彦          | PK-3              |
| 5                    | 1976年 11月1日    | A面               | Bye-Bye                      | 吉田健美          | 杉本真人             | 馬飼野康二        | PK-31             |
| 5                    | 1976年 11月1日    | B面               | 翳り                         | 吉田健美          | 杉本真人             | 馬飼野康二        | PK-31             |
| 6                    | 1977年 7月10日    | A面               | マイ・ラグジュアリー・ナイト | 来生えつこ        | 来生たかお           | 林哲司            | PK-65             |
| 6                    | 1977年 7月10日    | B面               | 華やかな誘惑                 | 岡田冨美子        | 梅垣達志             | 梅垣達志          | PK-65             |
| 7                    | 1978年 2月1日     | A面               | サイレント・トーク           | 松本隆            | 川口真               | 萩田光雄          | PK-96             |
| 7                    | 1978年 2月1日     | B面               | アダルト・ラブ               | 松本隆            | 川口真               | 萩田光雄          | PK-96             |
| 8                    | 1978年 7月10日    | A面               | 夜はドラマチック             | 阿久悠            | 三木たかし           | 大村雅朗          | PK-116            |
| 8                    | 1978年 7月10日    | B面               | スポットライト               | 阿久悠            | 三木たかし           | 大村雅朗          | PK-116            |
| 9                    | 1979年 2月1日     | A面               | バック・シート・ドール       | 中里綴            | 吉村浩二             | 矢野立美          | PK-138            |
| 9                    | 1979年 2月1日     | B面               | RAINY TWILIGHT               | 中里綴            | 吉村浩二             | 矢野立美          | PK-138            |
| 10                   | 1979年 7月1日     | A面               | はずみで抱いて               | 長谷川みつ美      | R.J.Mcnally          | 後藤次利 梅垣達志 | PK-162            |
| 10                   | 1979年 7月1日     | B面               | 南風のサンバ                 | 岡田冨美子        | 山木幸三郎           | 山木幸三郎        | PK-162            |
| 11                   | 1979年 10月1日    | A面               | ラブ・イズ・イリュージョン   | 小林和子          | 小田裕一郎           | 信田かずお        | PK-173            |
| 11                   | 1979年 10月1日    | B面               | レッド・スキャンダル         | 小林和子          | 小田裕一郎           | 信田かずお        | PK-173            |
| 12                   | 1980年 3月1日     | A面               | TWILIGHTたそがれ             | 荒木とよひさ      | 鈴木邦彦             | 矢野立美          | PK-191            |
| 12                   | 1980年 3月1日     | B面               | シフォンのドレス             | 大川茂            | 佐藤健               | 佐藤健            | PK-191            |
| 13                   | 1980年 8月25日    | A面               | Amethyst Sunray              | 喜多條忠          | 平尾昌晃             | 矢野立美          | AK-692            |
| 13                   | 1980年 8月25日    | B面               | 夜明けに一番近い国           | 喜多條忠          | 平尾昌晃             | 矢野立美          | AK-692            |
| 14                   | 1981年 1月25日    | A面               | Show Me The Way              | C.Rankin          | 木森敏之             | 木森敏之          | AH-2              |
| 14                   | 1981年 1月25日    | B面               | Party Is Over                | 荒木とよひさ      | 和泉常寛             | 木森敏之          | AH-2              |
| 15                   | 1981年 8月1日     | A面               | Musician                     | 山川啓介          | 大野雄二             | 矢野立美          | AH-101            |
| 15                   | 1981年 8月1日     | B面               | Thank You For The Music      | 菊池真美          | 海老名泰葉           | 矢野立美          | AH-101            |
| 16                   | 1982年 3月21日    | A面               | 化石の荒野                   | 阿久悠            | 萩田光雄             | 萩田光雄          | AH-196-AX         |
| 16                   | 1982年 3月21日    | B面               | ペーブメント（鋪道）         | 阿久悠            | 萩田光雄             | 萩田光雄          | AH-196-AX         |
| 17                   | 1985年 5月21日    | A面               | とりあえずX・T・C            | ちあき哲也        | 久石譲               | 久石譲            | AH-595            |
| 17                   | 1985年 5月21日    | B面               | THE SPY I LOVE               | ちあき哲也        | 久石譲               | 久石譲            | AH-595            |

### アルバム

#### オリジナル・アルバム
| 発売日         | レーベル       | 規格           | 規格品番   | アルバム                               | 備考                                            |
| -------------- | -------------- | -------------- | ---------- | -------------------------------------- | ----------------------------------------------- |
| 1975年3月10日  | 日本コロムビア | LP             | JDX-7051   | ブルースを唄う女                       |                                                 |
| 2010年7月22日  | 日本コロムビア | CD-R           | CORR-10657 | ブルースを唄う女                       |                                                 |
| 2014年1月22日  | 日本コロムビア | CD（紙ジャケ） | COCP-38386 | ブルースを唄う女                       | ボーナス・トラック入                            |
| 1975年11月25日 | 日本コロムビア | LP             | JDX-7072   | シンガー・レディ                       |                                                 |
| 1999年2月15日  | 日本コロムビア | CD             | VSCD-607   | シンガー・レディ                       |                                                 |
| 2008年1月23日  | VIVID SOUND    | CD（紙ジャケ） | VSCD-607P  | シンガー・レディ                       |                                                 |
| 2014年1月22日  | 日本コロムビア | CD（紙ジャケ） | COCP-38387 | シンガー・レディ                       | ボーナス・トラック入                            |
| 1976年6月25日  | 日本コロムビア | LP             | PP-7006    | Lots Of Love                           |                                                 |
| 1999年2月15日  | 日本コロムビア | CD             | VSCD-608   | Lots Of Love                           |                                                 |
| 2008年1月23日  | VIVID SOUND    | CD（紙ジャケ） | VSCD-608P  | Lots Of Love                           |                                                 |
| 1977年7月25日  | 日本コロムビア | LP             | PX-7030    | Love Letters～Straight From Our Hearts | しばたはつみ＆ハング・オーバー 名義             |
| 1999年2月15日  | 日本コロムビア | CD             | VSCD-609   | Love Letters～Straight From Our Hearts | しばたはつみ＆ハング・オーバー 名義             |
| 2008年1月23日  | VIVID SOUND    | CD（紙ジャケ） | VSCD-609P  | Love Letters～Straight From Our Hearts | しばたはつみ＆ハング・オーバー 名義             |
| 1979年1月25日  | 日本コロムビア | LP             | PX-7071    | Blue Joke                              |                                                 |
| 1979年8月25日  | 日本コロムビア | LP             | PX-7087    | はずみで抱いて                         |                                                 |
| 2010年7月22日  | 日本コロムビア | CD-R           | CORR-10658 | はずみで抱いて                         |                                                 |
| 1980年9月      | 日本コロムビア | LP             | AX-7278    | Back Pages                             |                                                 |
| 1981年1月25日  | 日本コロムビア | LP             | AF-7020    | SHOW ME THE WAY                        |                                                 |
| 1981年7月25日  | 日本コロムビア | LP             | AF-7066    | MUSICIAN                               |                                                 |
| 2014年1月22日  | 日本コロムビア | CD（紙ジャケ） | COCP-38388 | MUSICIAN                               | ボーナストラック入                              |
| 1982年7月1日   | 日本コロムビア | LP             | AF-7131    | Retouch                                |                                                 |
| 1983年4月21日  | 日本コロムビア | LP             | AF-7192    | ピアノ・ダディ                         | しばたはつみ with 世良譲トリオ 名義             |
| 1985年6月1日   | 日本コロムビア | LP             | AF-7356    | VOICES                                 |                                                 |
| 2012年5月24日  | 日本コロムビア | CD-R           | CORR-10782 | VOICES                                 |                                                 |
| 1986年4月21日  | 日本コロムビア | LP             | AF-7409    | The Man I Love                         | しばたはつみ with テレー・ハーマン・トリオ 名義 |
| 2009年10月19日 | 日本コロムビア | CD-R           | CORR-10520 | The Man I Love                         |                                                 |

#### ライブ・アルバム
※　すべて日本コロムビアより発売。
| 発売日         | 規格 | 規格品番   | アルバム                                     |
| -------------- | ---- | ---------- | -------------------------------------------- |
| 1975年8月25日  | LP   | JDX-7066   | しばたはつみ ライヴ（ENTERTAINMENT SPECIAL） |
| 2014年11月19日 | CD   | COCP-38864 | しばたはつみ ライヴ（ENTERTAINMENT SPECIAL） |
| 1976年12月10日 | LP   | PZ-7001-02 | しばたはつみ ライブⅡ                         |
| 2014年11月19日 | CD   | COCP-38865 | しばたはつみ ライブⅡ                         |
| 1978年1月25日  | LP   | PX-7048    | しばたはつみ ライブⅢ                         |
| 2014年11月19日 | CD   | COCP-38866 | しばたはつみ ライブⅢ                         |
| 1979年12月25日 | LP   | PX-7098    | しばたはつみ ライブⅣ（BEFORE THE LIGHTS）    |
| 2014年11月19日 | CD   | COCP-38867 | しばたはつみ ライブⅣ（BEFORE THE LIGHTS）    |

#### ベスト・アルバム
※　すべて日本コロムビアより発売。
- マイ・ラグジュアリー・ナイト　ベスト16（1977年10月25日、PX-7038）
  - 新録曲：トロピカル・ファンタジー／南風のサンバ／シフォンのドレス
- ベスト・アルバム　夜はドラマチック（1978年、PX-7066）
- ベスト・ヒット（1979年10月、PX-7090）
- ベスト・アルバム 1974-1981（1981年、AX-7334）
- バラード（1982年、AF-7158）
- オール・ソングス（1984年）
- ベスト・コレクション（1985年、AX-7431）
- Wデラックス（1987年）
- アンコール･ベストシリーズ
- アンコール!!ヒットグラフティ（1991年）
- ベスト・セレクション（1993年）
- コロムビア音得盤シリーズ（2003年）
- しばたはつみ・しんぐるこれくしょん（2006年5月3日）
- しばたはつみ ゴールデン☆ベスト～マイ・ラグジュアリー・ナイト～（2010年8月18日）
- しばたはつみ ゴールデン☆ベスト～ジャズをうたう～（2010年8月18日、COCP-36297）
- Light Mellow しばたはつみ（2014年10月29日）
- しばたはつみ ゴールデン☆ベスト 〜シングル・コレクション〜（2017年7月26日、COCP-40056）-　高音質CD「UHQCD」採用。ボーナス・トラック「小さな瞳」収録。

### その他
- ムッシュ神戸（1981年3月30日[6]）作詞：藤田恵子、補作詞：山口洋子、作曲：小曽根実、編曲：前田憲男[6]
  - 1981年4月に神戸市で開催された、兵庫県ロータリークラブの年次大会開催記念ソング[6][7][注釈 1]。歌詞は一般公募によって決定し、完成した楽曲は神戸市に寄贈された[7]。同曲にはタイム・ファイブがコーラスとして参加している[7]。
- 『SHOWA RHAPSODY ～服部良一作品集～』（1985年7月1日、AX-7423～4）
  - 新録曲：夢去りぬ／別れのブルース
- 『ルパン三世 / 聖夜泥棒』（1992年11月10日、COCD-10291）
  - 新録曲：イヴのテーブル

### タイアップ
| 年     | タイトル                                           | 内容                                        |
| ------ | -------------------------------------------------- | ------------------------------------------- |
| 1976年 | 凍った河（作詞：五木寛之、作曲・編曲：都倉俊一）   | NHK銀河テレビ小説「凍河」の主題歌。         |
| 1977年 | マイ・ラグジュアリー・ナイト                       | マツダ・コスモCM曲。                        |
| 1977年 | 小さな瞳（作詞・作曲：浜口庫之助、編曲：瀬尾一三） | ロッテ・アーモンドチョコレートCM曲。        |
| 1978年 | 夜はドラマチック                                   | マツダ・コスモCM曲。                        |
| 1979年 | ラブ・イズ・イリュージョン                         | マツダ・コスモCM曲。                        |
| 1980年 | Amethyst Sunray                                    | 東宝映画「地震列島」主題歌。                |
| 1982年 | 化石の荒野                                         | 角川映画「化石の荒野」主題歌。              |
| 1992年 | Golden Game（作詞：三浦徳子 作・編曲：大野雄二）   | 「ルパン三世 ロシアより愛をこめて」主題歌。 |

## 主なテレビ出演

### 音楽番組
- サウンド・イン"S"（TBS） - レギュラー
- NHK紅白歌合戦

| 年度/放送回               | 回 | 曲目                         | 出演順 | 対戦相手   |
| ------------------------- | -- | ---------------------------- | ------ | ---------- |
| 1977年（昭和52年）/第28回 | 初 | マイ・ラグジュアリー・ナイト | 11/24  | 松崎しげる |

ほか多数

### ドラマ
- 飛べ!孫悟空（TBS） - 原始人の妻 役

## 主なラジオ出演
- FM25時 ワールド・ファンタジー（エフエム東京）

## 関連人物
- 伊東ゆかり[8]
- 世良譲[8]
- 尾崎紀世彦[8]
- 北村英治[8]